# مآبی (ویرجینیای غربی)
مآبی (به انگلیسی: Mabie) یک منطقهٔ مسکونی در ایالات متحده آمریکا است که در شهرستان رندولف، ویرجینیای غربی واقع شده‌است. مآبی ۶۸۶٫۱۱ متر بالاتر از سطح دریا واقع شده‌است.